# کلک بیشه دولابی
کلک بیشه دولابی، روستایی از توابع بخش مرکزی شهرستان پل‌دختر در استان لرستان ایران است.

## جمعیت
این روستا در دهستان ملاوئ قرار دارد و براساس سرشماری مرکز آمار ایران در سال ۱۳۸۵، جمعیت آن زیر سه خانوار بوده‌است.